# 姜能洙
姜 能洙（康 能洙、カン・ヌンス、朝鮮語: 강능수、1930年2月21日 -  2015年7月21日）は、朝鮮民主主義人民共和国の政治家。
朝鮮労働党中央委員会委員、内閣副総理、国家映画委員会委員長、朝鮮労働党映画部部長、祖国統一民主主義戦線中央委員会議長などを歴任。北朝鮮の文化芸術の専門家として知られた。

## 経歴
1930年に日本統治時代の朝鮮平安南道平壌に生まれる。金日成総合大学に入学し、朝鮮語文学を専攻する。1973年に朝鮮作家同盟中央委員会副委員長に任命されてからは、朝鮮文学創作社副社長、4.15文学創作団団長など文学に関するポストを歴任。1997年に金日成勲章を授与された。1999年には文化相に任命された。2001年には、訪朝した韓国の金ハンギル文化観光部長官と会談した。2003年には文化相を解任されるが、最高人民会議第11期代議員に選出され、最高人民会議副議長に選出された。
2006年に金正日総書記（国防委員長）と韓国の金大中大統領の間で締結された6.15南北共同宣言の、宣言履行を目的とした6.15共同宣言実践北側委員会の副委員長に就任した。2009年に、再び文化相に任命されたが、翌2010年2月には解任され、朝鮮労働党中央委員会委員・朝鮮労働党映画部部長・国家映画委員会委員長に任命された。同年6月には崔永林内閣総理の元、内閣副総理に任命された。2014年に副総理職を解任された。
2015年7月21日に死去した。霊前に金正恩党委員長より花輪が送られた。

## 参考サイト
- 북한정보포털

| 先代金珍城 | 文化相2006年 - 2010年 | 次代安東春 |

| 先代崔在賢 | 文化相1999年 - 2003年 | 次代崔翼珪 |